# SDSS J122921.13+080815.0
SDSS J122921.13+080815.0 ist eine Galaxie im Sternbild Jungfrau auf der Ekliptik. Sie ist schätzungsweise 1,2 Milliarden Lichtjahre von der Milchstraße entfernt.
Im selben Himmelsareal befinden sich u. a. die Galaxien NGC 4464, NGC 4465, NGC 4467, NGC 4472.